# Якобінчук Руслана Анатоліївна
Руслана Якобінчук (до шлюбу Зубай; нар. 23 вересня 1970, Рівне) — українська співачка (мецо-сопрано), солістка-вокалістка Національної філармонії України. Заслужена артистка України, лауреатка міжнародних конкурсів.

## Життєпис
1984 року закінчила СШ № 1 у Рівному, того ж року вступила до Рівненського музичного училища на диригентсько-хоровий відділ, де навчалася два роки.
1986 року перевелася на навчання до Львівського музичного училища на відділ сольного співу в клас викладача Анатолія Грома. 1989 року закінчила Львівське музичне училище.
Закінчила Київську державну консерваторію імені Петра Чайковського (клас професорки Лариси Остапенко).
Від 1999 року працює в Національній філармонії України на посаді солістки-вокалістки.

## Творчість
Виступає з Національним заслуженим академічним симфонічним оркестром України, Академічним симфонічним оркестром Національної філармонії України, Національним академічним оркестром народних інструментів України, Академічним оркестром народної та популярної музики Національної радіокомпанії України під орудою диригентів Володимира Сіренка, Миколи Дядюри, Віктора Гуцала, Святослава Литвиненка.
Брала участь у фестивалі імені О. Білаша «Два кольори», вечорах і концертах пам'яті композиторів Платона Майбороди та Миколи Лисенка.

## Відзнаки
- Заслужена артистка України.[1]